# Mornas
Mornas település Franciaországban, Vaucluse megyében. Lakosainak száma 2530 fő (2022. január 1.). Mornas Saint-Étienne-des-Sorts, Vénéjan, Mondragon, Piolenc és Uchaux községekkel határos.

## Népesség
A település népességének változása:
| Lakosok száma | 2374 | 2405 | 2453 | 2407 | 2420 | 2438 | 2450 | 2492 | 2530 |
|               | 2013 | 2015 | 2016 | 2017 | 2018 | 2019 | 2020 | 2021 | 2022 |